# Антоныкау
Антоныкау (осет. Антъоныхъæу), ранее Цхилон (осет. Цхилон, груз. ცხილონი — Цхилони) — село в Закавказье, расположено в Ленингорском районе Южной Осетии, фактически контролирующей село; согласно юрисдикции Грузии — в Ахалгорском муниципалитете.

## География и состав
Село находится на юге Ленингорского района к северо-востоку от села Орчосан.
Состав:
- Нижний Цхилон (осет. Дæллаг Цхилон, груз. Квемо-Цхилони) — к востоку
- Верхний Цхилон (осет. Уæллаг Цхилон, груз. Земо-Цхилони) — к западу

## Население
Село населено этническими осетинами. По данным 1959 года в селе жило 290 жителей, в том числе в Верхнем Цхилоне — 139 человек, Нижнем Цхилоне — 151 человек, в основном осетины.

### Известные уроженцы
- Кудухов, Бесик Серодинович (1986—2013) — российский борец

## История

Карта Южной Осетии до августа 2008 г. Цхилон на крайнем юго-востоке обозначен штриховкой к западу от дороги как анклав, подконтрольный Грузии

В период южноосетинского конфликта в 1992—2008 гг. село находилось на границе зоны контроля Грузии. После войны в августе 2008 года село с окрестностями перешло под контроль властей РЮО.

## Топографические карты
- Лист карты K-38-65 Ленингори. Масштаб: 1 : 100 000. Издание 1979 г.